# Гудон (коммуна)
Гудо́н (фр. Goudon, окс. Godor) — коммуна во Франции, находится в регионе Юг — Пиренеи. Департамент — Верхние Пиренеи. Входит в состав кантона Турне. Округ коммуны — Тарб.
Код INSEE коммуны — 65206.

## География

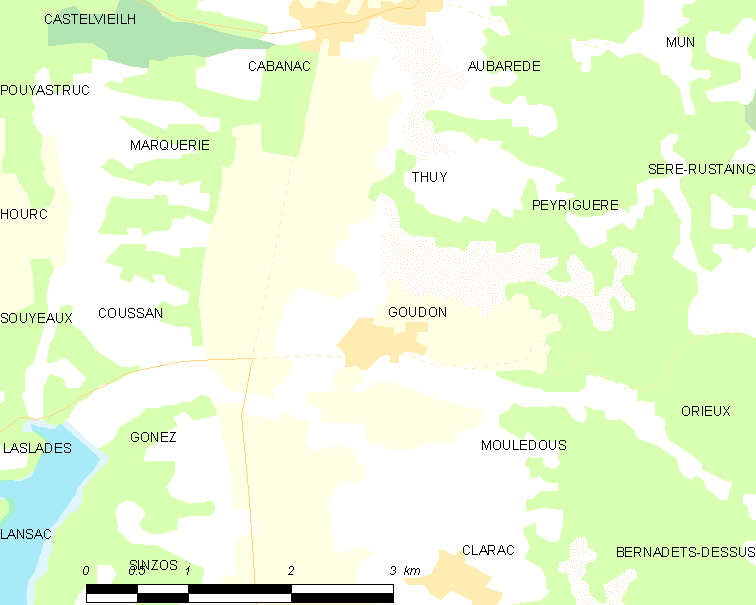
Карта коммуны

Коммуна расположена приблизительно в 650 км к югу от Парижа, в 110 км западнее Тулузы, в 14 км к востоку от Тарба.
По территории коммуны протекает река Аррос.

## Климат
Климат умеренно-океанический с солнечной тёплой погодой и обильными осадками на протяжении практически всего года.

## Население
Население коммуны на 2010 год составляло 222 человека.
| 1962 | 1968 | 1975 | 1982 | 1990 | 1999 | 2010 |
| ---- | ---- | ---- | ---- | ---- | ---- | ---- |
| 190  | 175  | 189  | 209  | 225  | 217  | 222  |

## Администрация
| Период | Период | Фамилия   | Партия | Примечания |
| ------ | ------ | --------- | ------ | ---------- |
| 2007   | 2020   | Давид Шаз |        |            |

## Экономика
В 2010 году среди 143 человек трудоспособного возраста (15-64 лет) 104 были экономически активными, 39 — неактивными (показатель активности — 72,7 %, в 1999 году было 66,2 %). Из 104 активных жителей работали 95 человек (47 мужчин и 48 женщин), безработных было 9 (4 мужчины и 5 женщин). Среди 39 неактивных 8 человек были учениками или студентами, 24 — пенсионерами, 7 были неактивными по другим причинам.